# یونکرس گ ۲۴
یونکرس گ ۲۴ (به انگلیسی: Junkers G 24) یک هواگرد ساختِ کارخانهٔ یونکرس در کشور آلمان است که در سال ۱۹۲۵–۱۹۲۹ ساخته شد. نخستین استفاده‌کنندهٔ این هواپیما دویچه لوفت هانزا بوده‌است. این هواگرد برای نخستین بار در ۱۹ سپتامبر ۱۹۲۴ میلادی مورد استفاده قرار گرفت.